# Gimnastică la Jocurile Olimpice de vară din 2024 - Sol masculin
Proba masculină de gimnastică sol de la Jocurile Olimpice de vară din 2024 a avut loc în perioada 27 iulie-3 august 2024 la Palatul Sporturilor din Paris-Bercy din Paris, Franța.

## Program
Orele sunt ora Franței (UTC+1)
| Data                   | Oră   | Etapă      |
| ---------------------- | ----- | ---------- |
| Sâmbătă, 27 iulie 2024 | 11:00 | Calificări |
| Sâmbătă, 3 august 2024 | 15:30 | Finala     |

## Rezultate

### Calificări
Rezultate calificări.
| Loc | Gimnast                | Dificultate | Execuție | Penalizare | Total  | Rezultat  |
| --- | ---------------------- | ----------- | -------- | ---------- | ------ | --------- |
| 1   | Jake Jarman (GBR)      | 6,6         | 8,366    |            | 14,966 | C         |
| 2   | Carlos Yulo (PHI)      | 6,3         | 8,466    |            | 14,766 | C         |
| 3   | Rayderley Zapata (ESP) | 6,3         | 8,300    |            | 14,600 | C         |
| 4   | Illia Kovtun (UKR)     | 6,2         | 8,333    |            | 14,533 | C         |
| 5   | Luke Whitehouse (GBR)  | 6,5         | 8,033    |            | 14,533 | C         |
| 6   | Zhang Boheng (CHN)     | 6,1         | 8,366    |            | 14,466 | C         |
| 7   | Artem Dolgopyat (ISR)  | 6,4         | 8,066    |            | 14,466 | C         |
| 8   | Milad Karimi (KAZ)     | 6,3         | 8,133    |            | 14,433 | C         |
| 9   | Shinnosuke Oka (JPN)   | 5,8         | 8,533    |            | 14,333 | Rezerva 1 |
| 10  | Ryu Sung-hyun (KOR)    | 6,6         | 7,666    |            | 14,266 | Rezerva 2 |
| 11  | Joel Plata (ESP)       | 5,7         | 8,466    |            | 14,166 | Rezerva 3 |

Rezerve
Rezervele pentru finala la sol:
1. Shinnosuke Oka (JPN)
2. Ryu Sung-hyun (KOR)
3. Joel Plata (ESP)

### Finala
Rezultate finală.
| Loc | Gimnast                | Dificultate | Execuție | Penalizare | Total  |
| --- | ---------------------- | ----------- | -------- | ---------- | ------ |
| 1   | Carlos Yulo (PHI)      | 6,600       | 8,400    |            | 15,000 |
| 2   | Artem Dolgopyat (ISR)  | 6,400       | 8,566    |            | 14,966 |
| 3   | Jake Jarman (GBR)      | 6,600       | 8,333    |            | 14,933 |
| 4   | Illia Kovtun (UKR)     | 6,200       | 8,333    |            | 14,533 |
| 5   | Milad Karimi (KAZ)     | 6,300       | 8,200    |            | 14,500 |
| 6   | Luke Whitehouse (GBR)  | 6,300       | 8,166    |            | 14,466 |
| 7   | Rayderley Zapata (ESP) | 6,200       | 8,233    | -0,1       | 14,333 |
| 8   | Zhang Boheng (CHN)     | 6,100       | 8,133    | -0,3       | 13,933 |